# Figuras de Lichtenberg

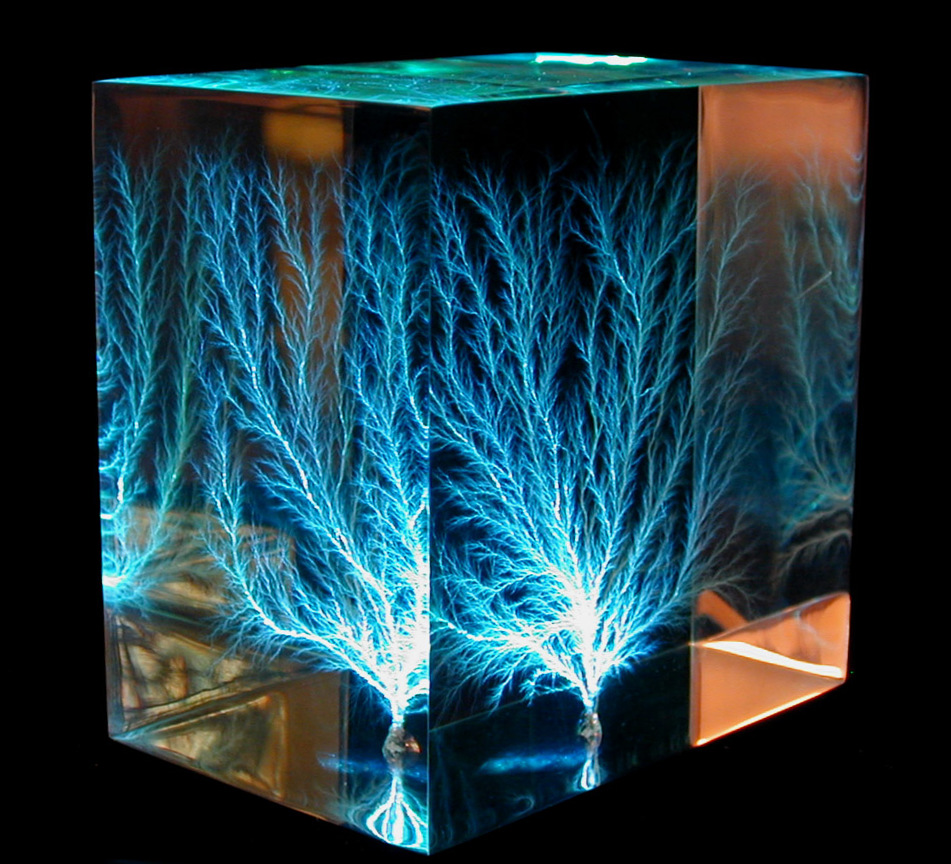
Figura de Lichtenberg

As figuras de Lichtenberg são imagens produzidas por descargas elétricas ramificadas, arborescentes. Chamam-se assim devido ao físico alemão Georg Christoph Lichtenberg que as descobriu e estudou. Inicialmente ele imaginou que o fenômeno poderia explicar a natureza dos fluidos elétricos positivo e negativo, como se imaginava a eletricidade na sua época.